# Hylaeus volusiensis
Hylaeus volusiensis är en biart som beskrevs av Mitchell 1951. Den ingår i släktet citronbin och familjen korttungebin. Inga underarter finns listade i Catalogue of Life.

## Beskrivning
Ett slankt, nästan helsvart bi; hanen har elfenbensvita markeringar på munskölden (clypeus) i ansiktet och i nacken. Honan har liknande markeringar, men hos henne är munskölden rödbrun. Vingarna är genomskinliga vid basen, mera rökfärgade i ytterkanterna, och med mörka (speciellt hos hanen) nästan svarta ribbor. Honan är omkring 8 mm lång, hanen omkring 7 mm.

## Ekologi
Arten är sällsynt; Floridas myndigheter klassificerar den som Biologically Vulnerable. Biologiska data i övrigt är ofullständiga, men man har konstaterat att larvbona inrättas i existerande håligheter. Fynden av arten har vanligen gjorts i mars och tidigt i maj.

## Utbredning
Arten finns endast i Florida, USA.